# 精武門 (電視劇)
《精武門》（英語：Fist of Fury），香港亞洲電視本港台與衛星電視中文台首次聯合製作的劇集，全劇共30集，由甄子丹、萬綺雯、尹天照、吳元俊、劉志榮、高雄及林志豪主演。監製龍紹基。

## 劇情
1911年辛亥革命終推翻滿清帝制，建立民國。然而成功衹是短暫，幾年間風雲激盪。中國再次陷入軍閥割據，南北分裂，自己人關門打自己人之局面。風乘火勢，外國列強趁機爭佔地盤，設立租界，坐地分肥，更恥笑國人為「東亞病夫」。當時之武術界仍不知為恥，各門各派，同床異夢，各自為政，衹顧爭領風騷，猶如一盤散沙。
時有武術界中人霍元甲，痛心國人沉淪至此，乃發起拼除門派之見，希望團結起武術界，實現以武救國之宏願，遂于上海創立精武門。

## 演員表

### 精武門
| 演員   | 角色   | 暱稱/關係 |
| 高 雄  | 霍元甲 | 精武門創辦人 繼馬偉荃後擔任武術總會主席 被日本間諜下毒 於第20集與石井英明的決鬥中毒發身亡 |
| 吳廷燁 | 劉振聲 | 精武門大弟子 精武館第二任掌門 重回上海前加入革命黨 於第12集離開精武館 於第22集重返精武館，繼霍元甲後擔任武術總會主席 於第25集假意投靠武田幸雄及殺害馬小清 於第26集因被揭發其投靠武田幸雄之事而被武術總會及精武館眾人打至重傷 於第28集為偷取《田中奏摺》遇襲重傷身亡 |
| 曾偉明 | 葉大昌 | 精武門三弟子 於第21集離開精武館 於第25集重返精武館 於第29集被日本人殺害 |
| 李慕瓊 | 昌 嫂  | 葉大昌妻子 |
| 吳小清 | 馬小清 | 精武門四弟子 於第25集被劉振聲殺害 |
| 甄子丹 | 陳 真  | 精武門五弟子 張克祥師傅 繼劉振聲後擔任武術總會主席 喜歡武田由美 於第30集被日本軍隊槍殺身亡 |
| 劉宗基 |        | 精武門弟子 於第29集被日本人殺害 |
| 杜汶澤 | 成     | 精武門弟子 於第29集被日本人殺害 |
| 顏晉霖 | 德     | 精武門弟子 於第29集被日本人殺害 |
| 嘉 俊  | 強     | 精武門弟子 於第29集被日本人殺害 |

### 武田家
| 演員   | 角色     | 暱稱/關係 |
| 楊澤霖 | 武田幸雄 | 日本租界首腦，實際為日本軍部人物 黑龍會首領 劍道高手 武田由美之父 於第20集派老馮毒害霍元甲 於第30集殺害武田智麗、九鬼及武田由美 於第30集自殺身亡 |
| 鮑起靜 | 武田智麗 | 武田幸雄之妻子 於第30集被武田幸雄殺害身亡 |
| 萬綺雯 | 武田由美 | 武田幸雄之女 石井英明之未婚妻，於第24集結婚 喜歡陳真 於第30集被武田幸雄殺害身亡                                                                  |
| 米 奇  | 胡恩     | 胡秘書 武田幸雄之翻譯 於第30集因偷襲陳真，反被陳真一拳打死                                                                                       |
| 陳麗雲 |          | 武田家工人 |

### 蔡家
| 演員   | 角色   | 暱稱/關係 |
| 劉志榮 | 蔡六斤 | 六爺 青幫龍頭 蔡金虎之兄 蔡學富之父 包養綺翹 於第17集因知道蔡學富與武田幸雄暗中有生意來往而反目，後被蔡學富踢下懸崖 於第18集被霍元甲所救 於第22集被蔡學富陷害殺人而入獄 於第23集與蔡金虎越獄並離開上海 於第28集加入革命黨後重返上海 於第29集槍殺蔡學富 於第30集被日本人槍殺 |
| 叢珊   | 綺翹   | 綺翹小姐 「大世界」夜總會歌女 為報恩跟隨蔡六斤 喜歡陳真 梁蝦暗戀對象 於第23集蔡六斤兄弟離開上海後暫住精武館 於第28集經陳真交代在蔡六斤兄弟離開上海不久病逝 |
| 韓義生 | 蔡金虎 | 金虎堂掌門 蔡六斤之弟 蔡學富二叔 於第18集因識破蔡學富奸計，而反目 於第23集故意入獄來助蔡六斤越獄並離開上海 於第28集加入重返上海並加入革命黨 於第29集被蔡學富槍殺身亡 |
| 尹天照 | 蔡學富 | 蔡六斤之子 蔡金虎之姪 針對陳真及精武門 第17集勾結日本人，後被蔡六斤知道而反目，並將蔡六斤踢下懸崖，更嫁禍綺翹與梁蝦謀害蔡六斤 於第18集槍殺梁蝦並因奸計敗露蔡金虎反目，後加入日籍改名犬養學富 於第29集槍殺蔡金虎，後於同集被蔡六斤槍殺                                       |

### 石井家
| 演員                    | 角色     | 暱稱/關係                                                                                              |
| 冼灝英                  | 石井泓   | 日本空手道高手 石井英明之兄 於第18集被陳真打至殘廢 於第19集切腹自盡                                    |
| 林志豪 （配音：梁志達） | 石井英明 | 日本空手道高手 武田由美未婚夫，於第24集結婚 石井泓之弟 於第27集與陳真決鬥，被陳真打敗 於第28集切腹自盡 |
| 萬綺雯                  | 武田由美 | 石井英明未婚妻（於第24集結婚） 參見武田家                                                              |

### 其他演員
| 演員     | 角色       | 暱稱/關係 |  |  |
| 梁日豪   | 梁 蝦      | 陳真的好友 青幫打手 蔡六斤的手下 暗戀綺翹 於第13集因蔡六斤撞破與綺翹的私情而被逐出青幫 於第14集被蔡學富用推車輾斷雙手腕筋 於第18集為了蔡六斤被蔡學富槍殺                                              |  |  |
| 戴夢夢   | 陳小燕     | 小燕 陳真之妹 於第4集被洪飛殺害 |  |  |
| 徐二牛   | 馬偉荃     | 荃叔 原武術總會主席 於第13集被剛本之助殺害 |  |  |
| 江圖     | 嚴市長     | 上海市長 |  |  |
| 甘山     | 郭東       | 太極派掌門 於第29集被日本人殺害 |  |  |
| 關偉倫   | 鄧添       | 白鶴派掌門 於第29集被日本人殺害 |  |  |
| 煒烈     | 方蓋天     | 詠春派掌門 武術總會副主席 於第29集被日本人殺害 |  |  |
| 馮國     | 農勁蓀     | 華商 霍元甲好友 在上海為孫中山秘密工作 於第28集隨張宗棠赴東北途中被日本人用炸彈炸死 |  |  |
| 吳元俊   | 九鬼       | 日本劍道高手 任職日軍參謀部 石井英明的師傅 武田幸雄的政敵 於第30集死於武田幸雄之劍下 |  |  |
| 凌禮文   | 老馮       | 日本間諜 葉大昌的同鄉 於第19集以廚子身分潛入精武館毒害霍元甲 於第21集辭職 於第22集欲離開上海時被青幫追捕，後在火車站內被劉振聲所殺                                                                    |  |  |
| 羅烈     | 張宗棠     | 東北軍閥（疑似影射張作霖及電影《大軍閥》裡的“龐大虎”） 張克祥之父 於第28集返回東北途中被日本人用炸彈炸死                                                                                              |  |  |
| 駱達華   | 張克祥     | 東北軍少帥（疑似影射張學良） 張宗棠之子 於第24集與蔡學富有過節 於第26集拜陳真為師 於第28集父親死後，被蔡學富挾持企圖帶往日本 於第29集被陳真與蔡六斤兄弟等人合力救出，後被陳真護送住奉天，並重組東北軍 |  |  |
| 周兆麟   |            | 蔡學富手下 |  |  |
| 鄒偉倫   |            | 蔡學富手下 |  |  |
| 陳嘉偉   | 挺         | 蔡六斤手下 |  |  |
| 熊欣欣   | 洪飛       | 馬賊首領 於第1集帶領馬賊屠村並殺害陳真與陳小燕的父親、大哥與大嫂 於第4集殺害陳小燕 於第5集與陳真決鬥，戰敗後欲偷襲陳真而被陳真擊殺                                                                    |  |  |
| 鄭恕峰   | 洪豹       | 馬賊二當家 於第5集隨洪飛追殺陳真，被陳真所殺 |  |  |
| 劉雲峯   |            | |  |  |
| 李錦榮   |            | |  |  |
| 楊文達   | 車夫       | |  |  |
| 姜皓文   | 忠         | 木廠工人 |  |  |
| 曾贊安   |            | |  |  |
| 吳霆     |            | |  |  |
| 吳曼麗   | 護士       | |  |  |
| 蔡美蘭   |            | |  |  |
| 梁碧芝   | 大世界舞女 | |  |  |
| 歐錦棠   | 暹羅人     | （第7、8、9集） |  |  |
| 李慕瓊   |            | |  |  |
| 萬斯敏   | 護士       | |  |  |
| 劉 準    |            | |  |  |
| 曾守明   | 剛本之助   | 日本領事副官 於第13集殺害馬偉荃 |  |  |
| 陳東     |            | |  |  |
| 饒芷     |            | |  |  |
| 佘文炳   | 王督軍     | |  |  |
| 李俊德   |            | |  |  |
| 吳明龍   |            | |  |  |
| 羅嬋     |            | |  |  |
| 黃敏     |            | |  |  |
| 麥基     | 羅探長     | 上海英美租界巡捕房總華探長 |  |  |
| 曾健明   | 周東海     | 記者，於第17集被蔡學富毒打並殺害 |  |  |
| Kim Penn | 英國女忍者 | |  |  |

## 製作演員
- 總武術指導 : 甄子丹

| 香港亞洲電視本港台 星期一至五 21:30-22:30            | 香港亞洲電視本港台 星期一至五 21:30-22:30 | 香港亞洲電視本港台 星期一至五 21:30-22:30 |
| ---------------------------------------------------- | ----------------------------------------- | ----------------------------------------- |
|                                                      | （1995.8.21 - 1995.9.29）                 |                                           |
| 愛者有其屋（現代愛情故事） （1995.6.12 - 1995.8.18） | 殭屍道長 （1995.10.16 - 1995.11.24）      |                                           |
| 香港衛星電視中文台 星期一至五 12:00-13:00            |                                           |                                           |
| 愛者有其屋（現代愛情故事） （1995.6.12 - 1995.8.18） | （1995.8.21 - 1995.9.29）                 | 殭屍道長 （1995.10.16 - 1995.11.24）      |
| 香港亞洲電視本港台 星期二至六 01:15-02:15            |                                           |                                           |
| 甜心俏佳人 （- 2003.2.25）                           | （2004.2.26 - 2004.4.27）                 | 還看今朝 （2004.4.28 - 2004.6.19）        |
| 香港亞洲電視本港台 每日 01:10-02:50                  |                                           |                                           |
| 宜妃與康熙 （2010.5.6 - 2010.6.5）                   | （2010.6.8 - 2010.6.22）                  | 洪熙官 （2010.6.23 - 2010.7.7）           |